# Kevin Kempeneer
Kevin Kempeneer (Anderlecht, 22 februari 1987) is een voormalig Belgische voetballer.
Voor het seizoen 2006-2007 ging hij over van de jeugdopleiding van RSC Anderlecht naar KV Mechelen, als doublure voor Olivier Werner. Na de promotie naar eerste klasse bleef Kempeneer tweede doelman, na nieuwkomer Milos Adamović. Tijdens de winterstop werd ook nog Olivier Renard van Standard Luik overgenomen, waardoor Kempeneer de derde doelman werd. Met die status was Kempeneer niet gelukkig en na één seizoen trok hij naar Red Star uit Sint-Niklaas. Daarna trok hij voor twee seizoenen naar Eendracht Aalst, waar hij doublure was voor de Kevin Van Den Noortgaete. Door de weinige speelkansen trok hij naar derdeklasser SK Londerzeel, maar vanaf het seizoen 2014-2015 zal hij opnieuw voor Eendracht Aalst uitkomen. 
Hij beëindigde zijn carrière bij SK Leeuw waar hij begon, waarna hij er nog een periode keeperstrainer werd. 

## Statistieken
| seizoen | club            | land   | competitie     | wed. | goals |
| ------- | --------------- | ------ | -------------- | ---- | ----- |
| 2006/07 | KV Mechelen     | België | Tweede klasse  | 11   | 0     |
| 2007/08 | KV Mechelen     | België | Jupiler League | 4    | 0     |
| 2008/09 | Red Star        | België | Exqi League    | 8    | 0     |
| 2009/10 | Eendracht Aalst | België | Derde Klasse A | 6    | 0     |
| 2010/11 | Eendracht Aalst | België | Derde Klasse A | 1    | 0     |
| 2012/13 | SK Londerzeel   | België | Derde Klasse A | ?    | ?     |
| 2013/14 | SK Londerzeel   | België | Derde Klasse A | ?    | ?     |

Zie ook: 
- https://web.archive.org/web/20080106115521/http://www.kvmechelen.be/website/sportief/speler.php?taal=nl&foto=spelersfiche_020.jpg&speler_ID=1130&menu=sportief